# Транспорт Французької Полінезії
Транспорт Французької Полінезії представлений автомобільним , повітряним , водним (морським)  , у населених пунктах та у міжміському сполученні громадський транспорт пасажирських перевезень не розвинений . Площа країни дорівнює 4 167 км² (175-те місце у світі). Форма території країни — архіпелажна; максимальна дистанція з півночі на південь — 2100 км, зі сходу на захід — 2300 км; розмір найбільшого острова (Таїті) — 30 x 60 км. Географічне положення Французької Полінезії дозволяє контролювати транспортні шляхи в центральній частині південної половини акваторії Тихого океану.

## Автомобільний
Загальна довжина автошляхів у Французькій Полінезії, станом на 1999 рік, дорівнює 2 590 км, з яких 1 735 км із твердим покриттям і 855 км без нього (172-ге місце у світі).

## Повітряний
У країні, станом на 2013 рік, діє 54 аеропорти (87-ме місце у світі), з них 45 із твердим покриттям злітно-посадкових смуг і 9 із ґрунтовим. Аеропорти країни за довжиною злітно-посадкових смуг розподіляються наступним чином (у дужках окремо кількість без твердого покриття):
- довші за 10 тис. футів (>3047 м) — 2 (0);
- від 8 тис. до 5 тис. футів (2437—1524 м) — 5 (0);
- від 5 тис. до 3 тис. футів (1523—914 м) — 33 (4);
- коротші за 3 тис. футів (<914 м) — 5 (5)[1].

У країні, станом на 2015 рік, зареєстровано (у Франції) 2 авіапідприємства, які оперують 21 повітряним судном.
У країні, станом на 2013 рік, споруджено і діє 1 гелікоптерний майданчик.
Французька Полінезія не є членом Міжнародної організації цивільної авіації (ICAO), інтереси країни в організації представляє Франція. Згідно зі статтею 20 Чиказької конвенції про міжнародну цивільну авіацію 1944 року, Міжнародна організація цивільної авіації для повітряних суден країни, станом на 2016 рік, закріпила реєстраційний префікс — F-OH, заснований на радіопозивних, виділених Міжнародним союзом електрозв'язку (ITU). Аеропорти Французької Полінезії мають літерний код ІКАО, що починається з — NT.

## Водний

### Морський
Головний морський порт країни: Папеете.
Морський торговий флот країни, станом на 2010 рік, складався з 12 морських суден з тоннажем більшим за 1 тис. реєстрових тонн (GRT) кожне (107-ме місце у світі),.
Станом на 2010 рік, кількість морських торгових суден, що зареєстровані під прапорами інших країн — 12 (Камбоджі — 1, Франції — 11).

## Державне управління
Франція здійснює управління транспортною інфраструктурою заморської території через міністерства заморських територій та екології, енергетики і океанів. Станом на 6 грудня 2016 року міністерства в уряді Бернара Казеньова очолювали міністри Еріка Берейт та Сеголен Руаяль, відповідно.

### Українською
- Атлас. 10-11 клас. Економічна і соціальна географія світу / упорядники :  О. Я. Скуратович, Н. І. Чанцева. — К. : ДНВП «Картографія», 2010. — ISBN 978-966-475-639-3.
- Атлас світу / голов. ред. І. С. Руденко ; зав. ред. В. В. Радченко ; відп. ред. О. В. Вакуленко. — К. : ДНВП «Картографія», 2005. — 336 с. — ISBN 9666315467.
- Безуглий В. В. Економічна і соціальна географія зарубіжних країн : Навчальний посібник. — К. : ВЦ «Академія», 2007. — 704 с. — ISBN 978-966-580-239-6.
- Безуглий В. В., Козинець С. В. Регіональна економічна і соціальна географія світу : Навчальний посібник. — видання 2-ге, доп., перероб. — К. : ВЦ «Академія», 2007. — 688 с. — ISBN 966-580-144-9.
- Головченко В., Кравчук О. Країнознавство: Азія, Африка, Латинська Америка, Австралія і Океанія. — К., 2006. — 335 с. — ISBN 966-8939-04-2.
- Дахно І. І. Країни світу: Енциклопедичний довідник / І. І. Дахно, С. М. Тимофієв. — К. : Мапа, 2011. — 606 с. — (Бібліотека нового українця) — ISBN 978-966-8804-23-6.
- Дахно І. І. Економічна географія зарубіжних країн : навчальний посібник. — К. : Центр учбової літератури, 2014. — 319 с. — ISBN 978-611-01-0682-5.
- Дорошенко В. І. Географія транспорту : Навчальний посібник / В. І. Дорошенко, К. Д. Діденко. — К. : Київський нац. ун-т ім. Т. Шевченка, 2010. — 183 с. — ISBN 978-966-439-329-1.
- Дубович І. А. Країнознавчий словник-довідник. — 5-те вид., перероб. і доп. — К. : Знання, 2008. — 839 с. — ISBN 978-966-346-330-8.
- Книш М. М., Мамчур О. І. Регіональна економічна і соціальна географія світу (Латинська Америка та Карибські країни, Африка, Азія, Океанія) : навч. посіб. — Л. : ЛНУ ім. Івана Франка, 2013. — 368 с. — ISBN 978-617-10-0007-0.
- Економічна і соціальна географія країн світу : Навчальний посібник / За ред. С. П. Кузика. — Л. : Світ, 2002. — 672 с. — ISBN 966-603-178-7.
- Зарубіжна транспортна географія : навчальний посібник / уклад. : Петрашевський О. Л. и др. — К. : Національний транспортний університет, 2015. — 95 с. — ISBN 978-966-632-227-5.
- Юрківський В. М. Регіональна економічна і соціальна географія. Зарубіжні країни : Підручник. — К. : Либідь, 2001. — 416 с. — ISBN 966-06-0092-5.

### Англійською
- (англ.) Modern Transport Geography / Hoyle, B. and R. Knowles (eds). — Second Edition,. — London : Wiley, 1998.
- (англ.) Rodrigue, J-P. The Geography of Transport Systems. — Fourth Edition. — N. Y. : Routledge, 2017. — 440 с. — ISBN 978-1138669574.
- (англ.) Taaffe E. J., Gauthier H. L. and O'Kelly M. E. Geography of transportation. — Second Edition. — N. Y. : Prentice Hall, 1996. — ISBN 0-13-368572-1.
- (англ.) Black, W. Transportation: A Geographical Analysis. — N. Y. : Guilford, 2003.

### Російською
- (рос.) Максаковский В. П. Географическая картина мира. Книга I: Общая характеристика мира. — М. : Дрофа, 2008. — 495 с. — ISBN 978-5-358-05275-8.
- (рос.) Максаковский В. П. Географическая картина мира. Книга II: Региональная характеристика мира. — М. : Дрофа, 2009. — 480 с. — ISBN 978-5-358-06280-1.
- (рос.) Физико-географический атлас мира. — М. : Академия наук СССР и главное управление геодезии и картографии ГГК СССР, 1964. — 298 с.
- (рос.) Шаповал Н. С. Транспортная география и транспортные системы мира : учебное пособие. — К. : Центр учбової літератури, 2006. — 188 с. — ISBN 000-0000-00-4.
- (рос.) Экономическая, социальная и политическая география мира. Регионы и страны / под ред. С. Б. Лаврова, Н. В. Каледина. — М. : Гардарики, 2002. — 928 с. — ISBN 5-8297-0039-5.
- (рос.) Энциклопедия стран мира / глав. ред. Н. А. Симония. — М. : НПО «Экономика» РАН, отделение общественных наук, 2004. — 1319 с. — ISBN 5-282-02318-0.